# Острів (мінісеріал, 2019)
«Острів» (фр. Une île) — французький телевізійний мінісеріал 2019 року, створений телеканалом ARTE. Головні ролі виконали Ное Абіта, Летиція Каста, Сержі Лопес та Мануель Савері. Прем'єра відбулася 9—16 січня 2020 року.

## Сюжет
Юна Хлоя мешкає на острові, більшість жителів якого — рибалки. Вона не знає хто її батьки, в чотирирічному віці її знайшли в гроті на узбережжі, і тоді ж там загинув хлопчик на ім'я П'єр, брат поліцейського Лоїка, в якого закохана Хлоя, і Сабіни — її найліпшої подруги. Сабіна запрошує Хлою на пляжну вечірку на честь свого дня народження. Борис, приятель хлопця Сабіни — Йохана, підмішує Хлої в напій екстезі, після чого його самого знаходять на березі у стані коми. Хлоя не може нічого пояснити, вона нічого не пам'ятає. Тоді ж у морі зникають двоє рибалок, у тім числі й Леон, чоловік Франсуази, яка взяла Хлою на виховання. У трюмі їхнього човна поліція знаходить жінку без одягу і документів, яка лиш назвала своє ім'я — Теа. Пізніше вона зникає з лікарні, а лікаря, що оглядав її, знаходять мертвим у нього вдома — без усяких слідів насильницької смерті.
З континенту приїжджає поліцейський капітан на ім'я Бруно, щоб допомогти з розслідуванням Лоїку та його напарниці Габрієль. Франсуаза знаходить Теа в кімнаті Хлої і запитує її про зникнення свого чоловіка. Замість відповіді Теа лякає жінку, розповідаючи їй про неї такі речі, які могли бути відомі лише самій Франсуазі. Теа будь що намагається зустрітися з Хлоєю і поговорити. Врешті вона розповідає їй, що вони обидві — русалки. Дівчина згадує, що то вона — Хлоя — убила тоді П'єра в гроті, злякавшись смолоскипа в його руці. Теа і Хлоя йдуть у таверну до Сезара, бо то він забрав малу Хлою з гроту і віддав до притулку. Хлоя танцює з Йоханом, хлопцем Сабіни, яка бачить їхній танок в інтернеті і ображається. В таверні Теа знайомиться з чоловіком і убиває його. Бруно захоплює Теа на місці злочину і закохуються в неї. Сезар намагається застрелити Теа, але Бруно стає йому на заваді і отримує поранення. Пізніше Теа зцілює його і вони закохуються одне в одного. Хлоя з Лоїком теж закохані і одного вечора вона лишається в нього.
Тим часом через скинуті в море діжки з хімікатами масово гине риба, а Теа і Хлоя хворіють. Вони вистежують тих хто це робить і, заскочивши їх серед моря, Теа вбиває одного з них, а іншого доручає убити Хлої. Дівчина відмовляється і втікає, а інший чоловік серйозно ранить Теа гарпуном. Бруно знаходить її й намагається допомогти. В цей час Борис виходить з коми й каже Йохану, що в усім винна Хлоя, що вона — не людина, й кінчає життя самогубством. Жадаючи помсти Йохан викрадає Хлою, перед тим зачинивши Сабіну і застреливши Бруно, які намагалися його зупинити. Йохан зачиняє Хлою в резервуарі з водою, повністю затопивши його, і коли вона лишається живою, він розуміє хто вона. По Хлою приходить Теа і випускає Сабіну, яка одразу телефонує Лоїку. Дізнавшись про смерть Бруно, Теа не хоче більше жити без нього, і тому дозволяє Йохану спалити себе. Лоїку доводиться застрелити Йохана, але той встигає вистрілити в Хлою, яка помирає на руках в Лоїка. Лоїк з Сабіною відносять її тіло до моря.
У фінальних кадрах Лоїк занурюється у глибину і завмирає там, пильно вдивляючись в темряву, неначе чекає на когось.

## У ролях
| Актор              | Роль      |
| ------------------ | --------- |
| Ное Абіта          | Хлоя      |
| Летиція Каста      | Теа       |
| Сержі Лопес        | Бруно     |
| Мануель Савері     | Лоїк      |
| Альба Гайя Белуджі | Сабіна    |
| Марі-П'єр Нуво     | Габрієль  |
| Анрі-Ноель Табарі  | Йохан     |
| Седрік Аппієтто    | Сезар     |
| Веронік Вольта     | Франсуаза |
| Тео Берже          | Борис     |

## Місця зйомок
Зйомки проходили на Корсиці з серпня по листопад 2018 року.

## Нагороди
- Mania Series Festival 2019 — приз за найкращій французький серіал[3].